# Parametopa crassicornis
Parametopa crassicornis är en kräftdjursart som beskrevs av Just 1980. Parametopa crassicornis ingår i släktet Parametopa och familjen Stenothoidae. Inga underarter finns listade i Catalogue of Life.